# J.League Division 2 2014
La stagione 2014 è stata la sedicesima edizione della J.League Division 2, secondo livello del campionato di calcio giapponese.

## Stagione

### Avvenimenti
Il torneo vide il dominio dello Shonan Bellmare, che staccò le altre concorrenti con una striscia iniziale di 14 risultati utili consecutivi. Concluso il girone di andata quasi a punteggio pieno (con soli cinque punti persi mediante un pareggio e una sconfitta), lo Shonan Bellmare proseguì con il proprio ruolino di marcia anche dopo il giro di boa, ottenendo la promozione diretta a otto gare dal termine e ratificando il primo posto dopo due settimane. A seguire il Matsumoto Yamaga che, dopo aver trascorso buona parte del girone di andata in zona playoff, balzò al secondo posto subito dopo il giro di boa, assicurandosi l'ultima posizione valevole per la promozione diretta con tre turni di anticipo. La zona play-off vide l'esclusione del Giravanz Kitakyushu, al quale non fu rilasciata la licenza a partecipare alla massima serie in quanto lo stadio non rispettava i criteri; a causa di un finale negativo lo Júbilo Iwata si trovò coinvolto in un'accesa bagarre che fino a novanta minuti dal termine vide in gioco il JEF United, il Montedio Yamagata e l'Oita Trinita. Perdendo in casa contro uno Shonan Bellmare ormai privo di obiettivi da raggiungere, quest'ultima squadra si ritrovò definitivamente fuori dai giochi, permettendo al Montedio Yamagata di qualificarsi: nel successivo torneo la squadra sconfisse Júbilo Iwata e JEF United (con quest'ultimo qualificatosi automaticamente alla finale in seguito all'esclusione del Giravanz), ottenendo l'accesso in massima serie.
Sul fondo della classifica il Kataller Toyama abbandonò la seconda divisione con tre gare di anticipo, mentre nove risultati utili nelle ultime dieci gare consentirono al Tokyo Verdy di allontanarsi dalla posizione valida per il play-out con la seconda classificata della J3 League, mettendo il Kamatamare Sanuki fuori causa con novanta minuti di anticipo. Il successivo doppio confronto vide il Kamatamare prevalere sul Nagano Parceiro, grazie ad una rete segnata nell'incontro di ritorno.

## Classifica finale
|  | Pos. | Squadra             | Pt  | G  | V  | N  | P  | GF | GS | DR  |
|  | ---- | ------------------- | --- | -- | -- | -- | -- | -- | -- | --- |
|  | 1.   | Shonan Bellmare     | 101 | 42 | 31 | 8  | 3  | 86 | 25 | +61 |
|  | 2.   | Matsumoto Yamaga    | 83  | 42 | 24 | 11 | 7  | 65 | 35 | +30 |
|  | 3.   | JEF United          | 68  | 42 | 18 | 14 | 10 | 55 | 44 | +11 |
|  | 4.   | Júbilo Iwata        | 67  | 42 | 18 | 13 | 11 | 67 | 55 | +12 |
|  | 5.   | Giravanz Kitakyushu | 65  | 42 | 18 | 11 | 13 | 50 | 50 | 0   |
|  | 6.   | Montedio Yamagata   | 64  | 42 | 18 | 10 | 14 | 57 | 44 | +13 |
|  | 7.   | Oita Trinita        | 63  | 42 | 17 | 12 | 13 | 52 | 55 | -3  |
|  | 8.   | Fagiano Okayama     | 61  | 42 | 15 | 16 | 11 | 52 | 48 | +4  |
|  | 9.   | Kyoto Sanga         | 60  | 42 | 14 | 18 | 10 | 57 | 52 | +5  |
|  | 10.  | Consadole Sapporo   | 59  | 42 | 15 | 14 | 13 | 48 | 44 | +4  |
|  | 11.  | Yokohama FC         | 55  | 42 | 14 | 13 | 15 | 49 | 47 | +2  |
|  | 12.  | Tochigi             | 55  | 42 | 15 | 10 | 17 | 52 | 58 | -6  |
|  | 13.  | Roasso Kumamoto     | 55  | 42 | 13 | 15 | 14 | 45 | 53 | -8  |
|  | 14.  | V-Varen Nagasaki    | 52  | 42 | 12 | 16 | 14 | 45 | 42 | +3  |
|  | 15.  | Mito HollyHock      | 50  | 42 | 12 | 14 | 16 | 46 | 46 | 0   |
|  | 16.  | Avispa Fukuoka      | 50  | 42 | 13 | 11 | 18 | 52 | 60 | -8  |
|  | 17.  | Gifu                | 49  | 42 | 13 | 10 | 19 | 54 | 61 | -7  |
|  | 18.  | Thespa Gunma        | 49  | 42 | 14 | 7  | 21 | 45 | 54 | -9  |
|  | 19.  | Ehime               | 46  | 42 | 12 | 12 | 18 | 54 | 58 | -4  |
|  | 20.  | Tokyo Verdy         | 42  | 42 | 9  | 15 | 18 | 31 | 48 | -17 |
|  | 21.  | Kamatamare Sanuki   | 33  | 42 | 7  | 12 | 23 | 34 | 71 | -37 |
|  | 22.  | Kataller Toyama     | 23  | 42 | 5  | 8  | 29 | 28 | 74 | -46 |

Legenda:

      Promossa in J1 League 2015.
 Qualificate ai play-off o ai play-out.
      Retrocessa in J3 League 2015.
Note:

Il 29 settembre 2014 Giravanz Kitakyushu, FC Gifu e Mito HollyHock sono state dichiarate non idonee dalla promozione.
Tre punti a vittoria, uno a pareggio, zero a sconfitta.
In caso di arrivo di due o più squadre a pari punti, la graduatoria verrà stilata secondo la classifica avulsa tra le squadre interessate che prevede, in ordine, i seguenti criteri :
- Differenza reti generale
- Reti realizzate in generale

### Play-off
Non essendo ritenuto idoneo alla qualificazione in J.League Division 1, il Giravanz Kitakyushu (classificatosi quinto al termine del campionato) viene escluso dai playoff, qualificando automaticamente alla finale il JEF United.

#### Tabellone
|  | Semifinali | Semifinali        | Semifinali |                   |   | Finale | Finale     | Finale |  |
|  |            |                   |            |                   |   |        |            |        |  |
|  |            |                   |            |                   |   | 3      | JEF United | 0      |  |
|  |            |                   |            |                   |   | 3      | JEF United | 0      |  |
|  |            |                   |            | Montedio Yamagata | 1 |        |            |        |  |
|  | 4          | Júbilo Iwata      | 1          | Montedio Yamagata | 1 |        |            |        |  |
|  | 4          | Júbilo Iwata      | 1          |                   |   |        |            |        |  |
|  | 6          | Montedio Yamagata | 2          |                   |   |        |            |        |  |

#### Semifinale
|              | Risultati |                   | Luogo e data            |  |
| ------------ | --------- | ----------------- | ----------------------- |  |
| Júbilo Iwata | 1 - 2     | Montedio Yamagata | Iwata, 30 novembre 2014 |  |

#### Finale
|            | Risultati |                   | Luogo e data           |  |
| ---------- | --------- | ----------------- | ---------------------- |  |
| JEF United | 0 - 1     | Montedio Yamagata | Tokyo, 7 dicembre 2014 |  |

### Play-out
|                   | Risultati |                   | Luogo e data              |  |
| ----------------- | --------- | ----------------- | ------------------------- |  |
| Nagano Parceiro   | 0 - 0     | Kamatamare Sanuki | Nagano, 30 novembre 2014  |  |
| Kamatamare Sanuki | 1 - 0     | Nagano Parceiro   | Marugame, 7 dicembre 2014 |  |

## Statistiche

### Individuali

#### Classifica marcatori
| Gol | Rigori |  | Giocatore         | Squadra             |
| --- | ------ |  | ----------------- | ------------------- |
| 26  | 5      |  | Masashi Ōguro     | Kyoto Sanga         |
| 20  | 2      |  | Wellington        | Shonan Bellmare     |
| 19  | 4      |  | Takayuki Funayama | Matsumoto Yamaga    |
| 17  | 2      |  | Ryōichi Maeda     | Júbilo Iwata        |
| 17  | 2      |  | Cristian Nazarit  | Gifu                |
| 15  | 3      |  | Tomoki Ikemoto    | Giravanz Kitakyushu |
| 14  | 1      |  | Diego             | Montedio Yamagata   |
| 14  | 2      |  | Daniel Lovinho    | Thespa Gunma        |
| 14  | 2      |  | Shohei Okada      | Shonan Bellmare     |
| 14  |        |  | Ken Tokura        | Consadole Sapporo   |